# Clara von Zweigbergk
Clara Johanna von Zweigbergk, född 16 september 1970 i Stockholm, är en svensk formgivare och illustratör.
Clara von Zweigbergk är dotter till arkitekten Niklas von Zweigbergk, sondotter till Eva von Zweigbergk och syster till Tyra von Zweigbergk.
Hon utbildade sig i grafisk formgivning och illustration på Beckmans designhögskola i Stockholm  och på Art Center College of Design i Pasadena i Kalifornien i USA. Hon arbetade därefter med grafisk formgivning i den 1997 grundade Rivieran Design Studio i Stockholm och senare i bland annat för arkitekten Piero Lissoni i Milano. Hon har sedan 2006 sin ateljé i Stockholm.
Clara von Zweigbergk är gift med Shane Schneck och fick Bruno Mathsson-priset 2016 tillsammans med honom.